# Mjøskastellet
Mjøskastellet er et tidligere kastel som nu ligger i ruiner på øen Steinsholmen i Mjøsa lige syd for bebyggelsen Moelv i Ringsaker kommune, Norge. Kastellet blev anlagt af Håkon 4. Håkonsson og bliver nævnt i kilder for første gang gennem et pavebrev fra år 1234 og i Håkon Håkonssons saga fra 1260-tallet.
Arkæologiske udgravninger viser, at det har haft et rektangulært plan på 18 x 20 meter  hvilket gør det til den største tårnbygningen fra middelalderen i Norge.

## Galleri
- Mjøskastellet, ydre sydvæg fra sydøst
- Sydvæggen med lille gennemføring nederst
- Gennemføring i sydvæggen
- Den ydre vestvæg
- Nordvestlig del af vestvæggen
- Nordvæggen
- Indersiden set fra nordøst
- Ydre østvæg
- Ruinrester af en bygning